# جيليزوفتسي
جيليزوفتسي (بالإنجليزية: Želiezovce)‏ هي بلدة و municipality of Slovakia تقع في سلوفاكيا في Levice District.[بحاجة لمصدر] يقدر عدد سكانها بـ 7,486 نسمة .

## المدن التوأمة
مدن Barcs، ميركورا تشيوك و Makó هي مدن توأمة لـجيليزوفتسي.